# Litoria tyleri
Litoria tyleri är en groddjursart som beskrevs av Martin, Watson, Gartside, Littlejohn och Jasper J. Loftus-Hills 1979. Litoria tyleri ingår i släktet Litoria och familjen lövgrodor. IUCN kategoriserar arten globalt som livskraftig. Inga underarter finns listade i Catalogue of Life.